# Maj-Britt Sandlund
Maj-Britt Sandlund, född 24 december 1934 i Ådals-Liden, död 2 februari 2024 i Halmstad, hade en lång karriär som tjänsteman inom svensk offentlig förvaltning och var generaldirektör för Socialstyrelsen 1985–1989.

## Karriär
Efter avslutade studier i statsvetenskap vid Uppsala universitet 1959 arbetade Sandlund inom offentlig förvaltning under 1960-talet parallellt med politiska utredningsuppdrag. Hon var sekreterare i Stockholms stadskollegiums kommitté för kvinnofrågor under 1961, var sekreterare i socialdemokraternas studiegrupp för kvinnofrågorna 1960–1964, kallades som jämställdhetsexpert till Studiesociala utredningen 1963 och var ledamot i Familjeskatteberedningen 1965–1969. Som expert vid Utrikesdepartementet redovisade hon jämställdhetspolitikens utveckling i Sverige i en rapport till Förenta nationerna 1968. Sandlund var en av förgrundsgestalterna i det tidiga arbetet för jämställdhet mellan män och kvinnor i Sverige. 1968 var hon Sveriges representant i delegationen för jämställdhetsfrågor i FN. Hon är en av författarna till den viktiga och för tiden radikala rapporten ”The Status of women in Sweden: report to the United Nations 1968”. Rapporten var Sveriges svar på FN:s förfrågan om kvinnors situation i världen och fick stort genomslag. Rapporten betonade vikten av en jämnare fördelning mellan män och kvinnor av såväl ansvaret för familjens ekonomiska försörjning som ansvaret för hem och barn.
År 1971 flyttade Sandlund till Halmstad för ett arbete som byrådirektör vid Länsstyrelsen i Hallands län. År 1974 blev hon Sveriges första kvinnliga länsråd (för Hallands län).
År 1985 efterträdde Sandlund Barbro Westerholm som generaldirektör för Socialstyrelsen. Utnämningen fick kritik eftersom hon till skillnad från sina företrädare inte hade någon medicinsk utbildning. Under tiden vid Socialstyrelsen blev vård och behandling av personer som smittats av HIV och som fått AIDS en ny och viktig fråga. Sandlund var även tidig förespråkare för mer forskning inom området socialt arbete. Efter drygt tre år som generaldirektör avgick hon med hänvisning till familjeskäl och återvände till Halland. Från 1990 till 1995 var hon länsdirektör och chef för Arbetslivsfonden Hallands län. Hennes arbete under denna period bidrog till att Halmstad kom att bli en av de nya högskoleorterna och att högskolan fick en viktig roll som drivande kraft i länet.

## Priser och utmärkelser
- Hedersdoktor vid Högskolan i Halmstad 2013.[9]